# Kosmos 166
O Kosmos 166 (em russo: Космос 166, significado Cosmos 166), também referenciado como DS-U3-S # 1, foi um satélite soviético de pesquisas do sol, sendo utilizado para realizar imagens multi espectrais do sol. Foi construído pela empresa soviética (agora ucraniana) Yuzhnoye Design Bureau, como parte do programa Dnepropetrovsk Sputnik.
Foi lançado em 16 de junho de 1967 da base de lançamento de foguetes Kapustin Yar, União Soviética (atualmente na Rússia, através de um foguete Kosmos-2L. Ele foi operado em uma órbita com perigeu de 277 quilômetros (172 milhas), um apogeu de 534 km (332 mi), 48,4 graus de inclinação e um período orbital de 92,7 minutos. Ele completou as operações em 26 de setembro de 1967 antes de decair a partir da órbita e reentrar na atmosfera em 25 de outubro de 1967. 